# Opus Sanctorum Angelorum
Opus Sanctorum Angelorum lub Opus Angelorum jest ruchem rzymsko-katolickich tradycjonalistów założonym w Austrii przez Gabriele Bitterlich, promującym kult aniołów. W 2010 r., Kongregacja Nauki Wiary wyraziła zaniepokojenie działalnością niektórych członków Opus Angelorum.